# Sylvana Rapti

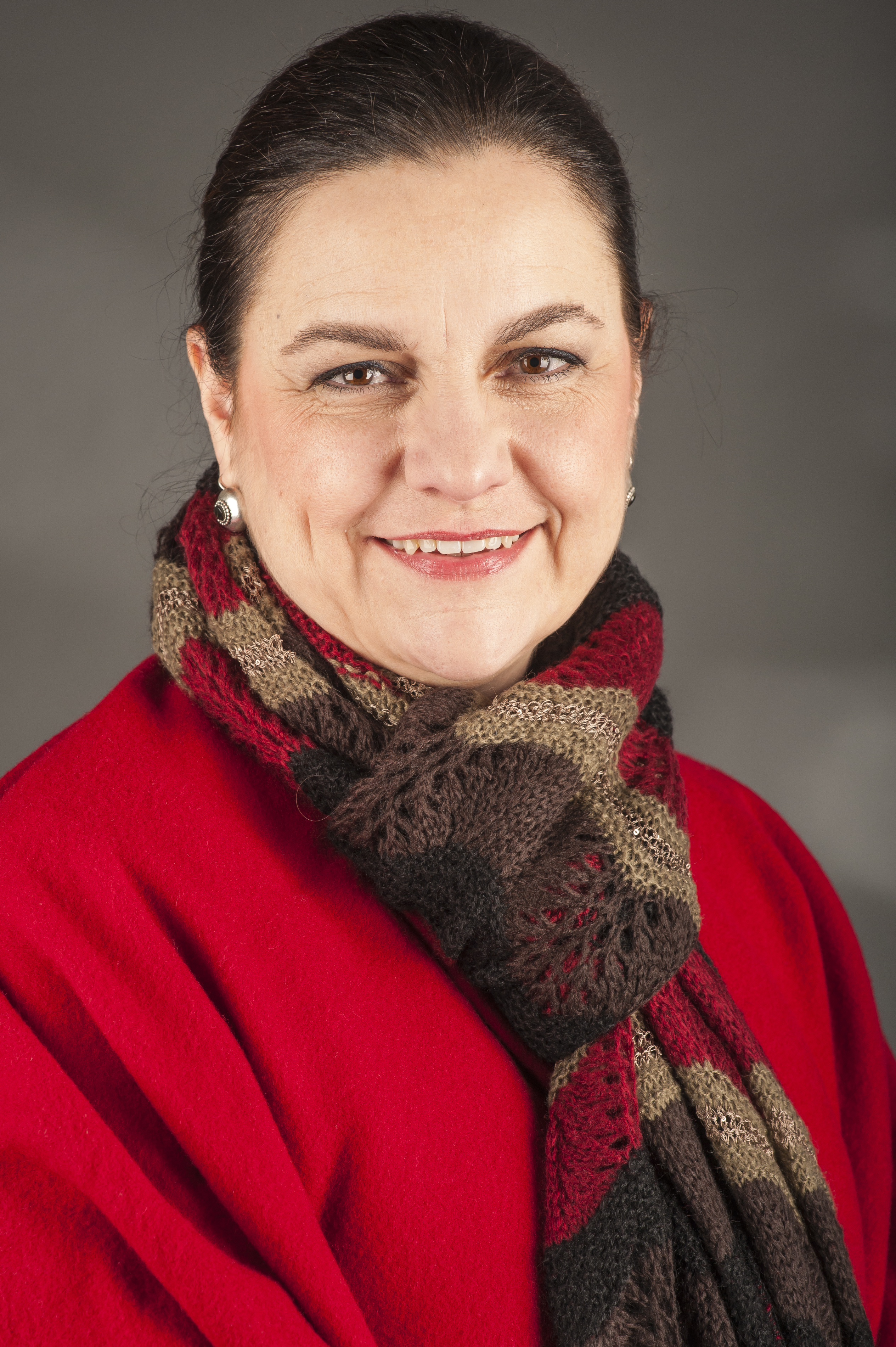
Sylvana Rapti 2014

Sylvana Rapti (griechisch Συλβάνα Ράπτη, * 10. November 1958 in Korfu) ist eine griechische Politikerin der Panellinio Sosialistiko Kinima.

## Leben
Rapti studierte Wirtschaftswissenschaften an der Universität Athen, das Studium beendete sie mit dem Diplom. Einige Jahre war sie bei den Zeitschriften Ta Nea und To Vima Redakteurin für Bildungsfragen und Journalistin vor allem für Politik und Soziales. Mehr als zwanzig Jahre lang war sie Chefredakteurin von O Ipopsifios, einer Beilage der Ta Nea für Studienbewerber. Parallel dazu war sie von 1982 bis 1990 Nachrichtensprecherin beim Fernsehsender ET-2. 1994 brachte sie den ersten Studienführer in Griechenland heraus.
Von 1982 bis 1986 war Rapti, die in der PASOK mehrere wichtige Funktionen innehatte, Stadträtin in Athen. Von 2004 bis 2009 gehörte sie dem griechischen Parlament an, sie vertrat dort den ersten Athener Wahlkreis. Seit 2009 ist Rapti Abgeordnete im Europäischen Parlament.